# Claudio Trevi

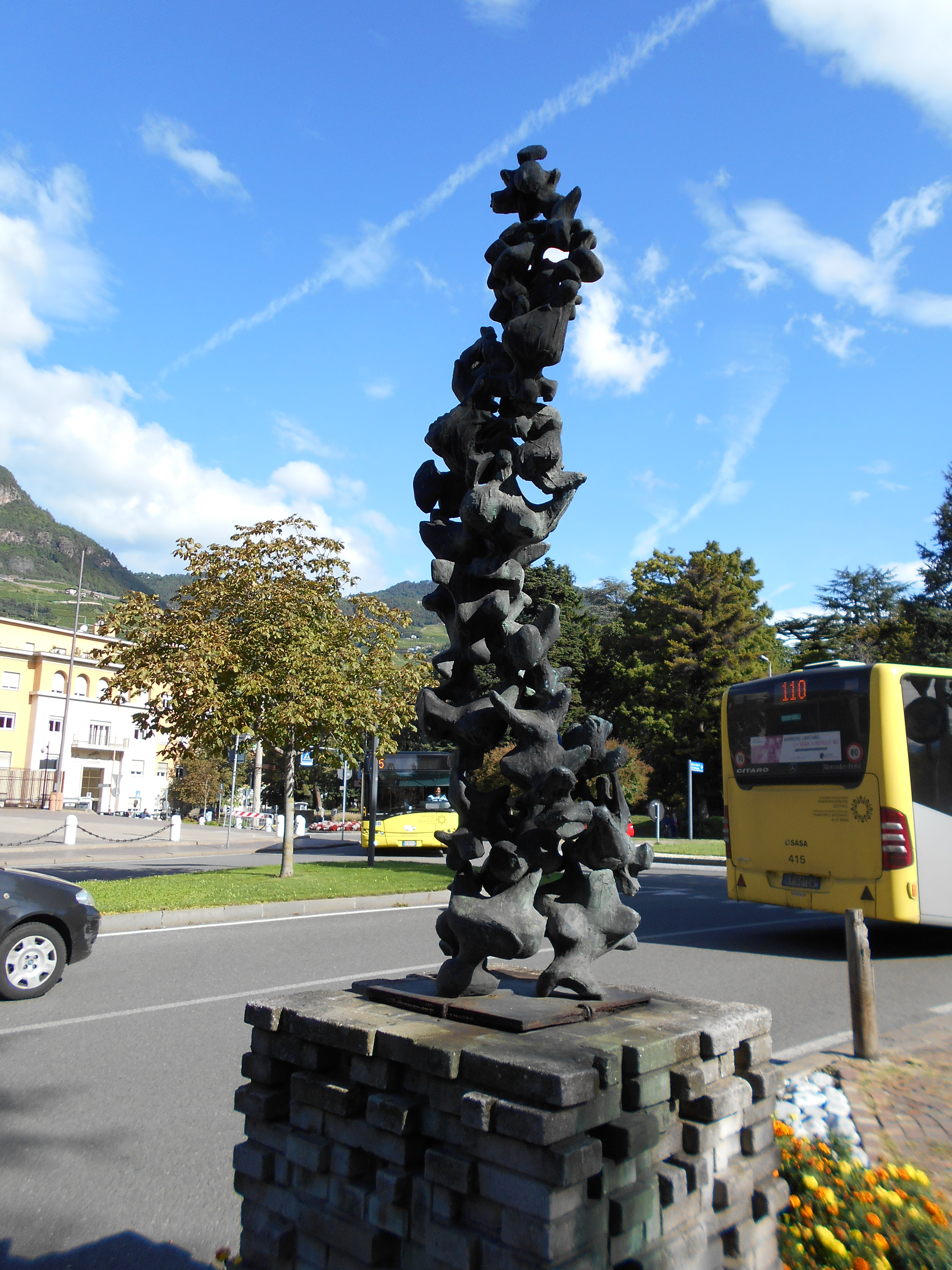
scultura Grande Volo del 1963 in piazza della Vittoria a Bolzano

Claudio Trevi, all'anagrafe Claudio Otello Gaetano Trevisan (Padova, 5 aprile 1928 – Bolzano, 12 novembre 1987), è stato uno scultore italiano.

## Biografia
Nato a Padova, figlio di un ferroviere, Enrico Trevisan (detti Finco)   e Antonietta Niero, entrambi  di Vetrego,una frazione di Mirano. Seguì da bambino i genitori  nel trasferimento imposto dalle Ferrovie dello Stato   in Alto Adige prima a Villabassa, poi - nel 1936 -  a Bolzano. Si formò poi alla scuola d'arte di Ortisei.  
La sua vita trascorse tra Bolzano e  Coredo nel Trentino  - dove aveva la casa-studio, - a Milano - dove aveva un altro studio,a Cortina d'Ampezzo e a Verona.

## Opere
Nella sua lunga carriera di scultore eseguì molte opere, sia per committenti privati che pubblici, tra le quali alcune sono presenti nella città di Bolzano. 
Le tematiche preferite da Trevi nelle sue opere, perlopiù in legno e bronzo, sono i Voli, le Chimere, i Colombi , le Ascensionalità, gli Amplessi, le Maternità, il ciclo di Leda e il Cigno ed i Baci.
A solo titolo di esempio nel 1949, a soli 21 anni, gli fu assegnato l’esecuzione del monumento al Partigiano, posto in piazza Adriano. Nel 1960 produsse le porte e diverse statue per la chiesa di San Giuseppe, nel quartiere Piani. Nel 1963 eseguì una statua (il grande volo - vedere la foto) che è posta nella centralissima piazza della Vittoria di Bolzano.. Nel 1970 una Maternità presso la facoltà di ginecologia dell'Università degli Studi di Padova. 
Di particolare rilievo fu la realizzazione di un grande bassorilievo (7x5 metri!) per il palazzo delle Poste di Cortina d’Ampezzo realizzato dall'architetto Edoardo Gellner tra il 1953 e il 1955. L’opera gli fu commissionata dal Comune in occasione dei VII Giochi olimpici invernali  del 1956.. Nel 1985 gli fu commissionato dalle istituzioni un monumento alle vittime dei lager nazisti vicino alla chiesa san Pio X di via Resia, nella zona dove operò il Campo di transito di Bolzano . In prossimità del Municipio della città (vicolo Gumer) c’è dal 1984 la statua  la Libertà. 
La municipalità di  Bolzano ha curato un percorso unisce tutti i suoi  monumenti pubblici.
La provincia di Bolzano gli ha dedicato un Centro culturale.per la promozione delle attività della cultura della comunità italiana.